# 京都府道488号小貝豊里線
京都府道488号小貝豊里線（きょうとふどう488ごう おがいとよさとせん）は、京都府綾部市を通る一般府道である。

## 概要
綾部市小貝町から綾部市豊里町に至る。
由良川の支流、犀川の西側にある府道。

### 路線データ
- 起点：綾部市小貝町（小貝交差点、京都府道74号舞鶴綾部福知山線交点）
- 終点：綾部市豊里町（豊里交差点、京都府道9号綾部大江宮津線交点）

## 地理

### 通過する自治体
- 綾部市

### 交差する道路
| 交差する道路                 | 交差する場所 | 交差する場所      |
| ---------------------------- | ------------ | ----------------- |
| 京都府道74号舞鶴綾部福知山線 | 小貝町       | 小貝交差点 / 起点 |
| 京都府道489号小西西坂線      | 小西町       | 小畑口交差点      |
| 京都府道9号綾部大江宮津線    | 豊里町       | 豊里交差点 / 終点 |

### 沿線
- 綾部市創造の森
- 綾部市立豊里中学校
- NTT西日本京都支店豊里RT